# Mohamed Lamine Chakhari
Mohamed Lamine Chakhari, né le 17 mai 1957 à Foussana (gouvernorat de Kasserine), est un homme politique, universitaire et ingénieur tunisien.
Membre du mouvement Ennahdha, il est ministre de l'Industrie et du Commerce, puis simplement ministre de l'Industrie,, dans le gouvernement Hamadi Jebali.
Chakhari est titulaire d'un doctorat en ingénierie mécanique et professeur à l'École nationale d'ingénieurs de Tunis. Parmi ses autres activités professionnelles, il est notamment PDG d'une société industrielle.
Il est marié et père de trois enfants.